# Bertoldo Gausmann
Bertoldo Gausmann (Colinas, 14 de agosto de 1910 — Estrela, 20 de maio de 1997) foi um empresário e político brasileiro, duas vezes prefeito de Estrela.

## Empresário
Em 1937 organizou a firma Gausmann & Neuhaus, com linha de ônibus entre Estrela, Roca Sales, Bom Retiro do Sul e Taquari. No ano seguinte, uniu-se com outros empresários para a fundação da Associação Comercial e Industrial de Estrela (ACIE). Em 1941 entrou como sócio na firma Kilpp & Cia., agência Ford, designado para construir suas novas instalações. Na Ford do Brasil, em São Paulo, realizou cursos de relações públicas, em 1948, e administração de empresas, em 1954. Afastou-se da empresa em 1985. 
Em 1973 ingressou como sócio da firma Construtora e Transportadora Oriental Ltda. Integrou ainda a firma Iccila Indústria, Comércio e Construções Ibage Ltda. 
Em 1989, recebeu da Acie o título de Empresário do Ano.

## Piloto
Fez também o curso de piloto no Aero Clube Alto Taquari, obtendo o brevê em 3 de junho de 1944, com a primeira turma, e a carteira de piloto civil n.º 2947. Com mais horas de voo, obteve em 19 de junho de 1947 a carta diploma aviador internacional n.º 2104, do Aeroclube do Brasil. Participou, em 1949, da Revoada Internacional, fazendo parte da caravana oficial do ministro da Aeronáutica na Concentração de Aviadores Civis da Argentina, Uruguai, Paraguai e Brasil. 

## Sociedades
Foi sócio fundador do Rotary Club de Estrela, em 10 de março de 1949. Foi presidente da Sociedade Ginástica Estrela (SOGES), na gestão 1949/1950, e da Associação Comercial e Industrial de Estrela, de 23 de fevereiro de 1958 a 7 de julho de 1963.
Quando presidente do Estrela Futebol Clube, empenhou-se na construção do Estádio Municipal Dr. Walter Jobim, inaugurado em 26 de maio de 1951.

## Política
Foi um dos fundadores do Partido Social Democrático (PSD) em Estrela, em 10 de junho de 1945; eleito tesoureiro do seu diretório municipal em 2 de agosto de 1945; secretário, em 17 de agosto de 1955 e presidente, em 20 de agosto de 1958.
Na eleição de 8 de novembro de 1959, foi eleito prefeito municipal pelo PSD, governando o município de 31 de dezembro de 1959 a 31 de dezembro de 1963. Na eleição de 15 de novembro de 1968, foi reeleito, com mandato de 31 de janeiro de 1969 a 31 de janeiro de 1973.
Foi escolhido presidente da Associação dos Municípios do Vale do Taquari (Amvat).